# Seminario Pontificio Mayor de Santiago
El Seminario Pontificio Mayor de Santiago de los Santos Ángeles Custodios o Seminario Pontificio Mayor de Santiago es un centro de formación sacerdotal católico, perteneciente a la Arquidiócesis de Santiago, donde se forma el clero diocesano de Chile.

## Historia
La historia del Seminario Pontificio Mayor de Santiago se remonta al año 1584 cuando el tercer obispo de Santiago fray Diego de Medellín lo creó, recogiendo las disposiciones del III Concilio de Lima, aplicación del Concilio de Trento en América, que pedía que se fundasen casas de formación sacerdotal.
En un primer momento el Seminario funcionó en la cuadra de la Catedral Metropolitana de Santiago. El primer rector fue el presbítero Francisco de la Hoz. Al comenzar el siglo XVII, el obispo Juan Pérez de Espinosa compró una propiedad frente al terreno de la actual parroquia Santa Ana para la primera casa del seminario, donde permanecerá doscientos años y, además, puso al seminario bajo el patrocinio del Santo Ángel de la Guarda. Debido a su origen también se le llamó Seminario Conciliar.

### Período colonial
Cabe destacar la influencia de la Compañía de Jesús (jesuitas) en la formación sacerdotal durante el siglo XVII cuando en 1625 el obispo Francisco González de Salcedo le pidió que asumiera la rectoría del seminario, trasladando a los seminaristas al Convictorio San Francisco Javier por diez años.
Durante el gobierno colonial el seminario fue uno de los principales centros educacionales de Santiago y del Reino de Chile. Recibió la protección del rey de España, por eso también se le denominó Real Colegio Seminario. La vida de los seminaristas se vio afectada por la escasez de recursos y la pobreza originada por la distancia de Europa así como también los terremotos e incendios que dañaron la construcción. A mediados del siglo XVIII el obispo Manuel de Alday y Aspeé se preocupó por elevar la vida académica y espiritual de los seminaristas, vinculando los estudios a la Real Universidad de San Felipe y estableciendo disposiciones para una mayor devoción entre los futuros sacerdotes. Principal colaborador de esta obra es el presbítero Juan Blas Troncoso, que se mantuvo en la rectoría cuarenta y siete años seguidos.

### Período de independencia
En el periodo de la emancipación y el interés del gobierno patriota, el Seminario sufrió otra alteración en su curso normal. Para proveer una educación pública el estado se impuso en un acuerdo mediante el cual el Seminario se debió unir a otras instituciones educacionales para la creación del Instituto Nacional de Chile, pero conservando la formación sacerdotal. En este periodo (1813-1835) las vocaciones fueron escasas. El obispo Manuel Vicuña Larraín recupera la independencia del Seminario, haciendo de su propia casa lugar de formación para los seminaristas.
La compra de los terrenos en Providencia en la mitad del siglo XVIII, en el actual barrio Vaticano Chico, consolidó la vida del Seminario. Fue monseñor Joaquín Larraín Gandarillas el rector que produjo la más notable reestructuración de esta institución. Se preocupó de visitar seminarios europeos para lograr el mayor desarrollo del seminario haciéndolo conocido en todo el continente americano. Es en esta época cuando desde el Seminario se expande a todo Chile la devoción del Mes de María. Monseñor Juan Subercaseaux Errázuriz gestionó ante la Santa Sede el título de Pontificio, otorgado el 15 de agosto de 1929.

### SigloXX
Desde la segunda mitad del siglo XX el Seminario se establece en Apoquindo. En 1968, después del Concilio Vaticano II, se decidió dejar estas dependencias para iniciar una experiencia formativa en distintos sectores de la Arquidiócesis de Santiago. Los seminaristas adquirían su preparación junto a un sacerdote en medio de la vida parroquial. Siempre se mantuvo un rector a cargo de la formación de los futuros pastores. El cardenal Raúl Silva Henríquez abre en 1971 la nueva casa “Las Rosas” en Puente Alto. El último cambio se produjo en el año 1977 con el traslado a las actuales dependencias en La Florida, donde han sido recibidas dos ilustres visitas: el Papa Juan Pablo II el 2 de abril de 1987 y al año siguiente al entonces Prefecto de la Congregación para la Doctrina de la Fe, el cardenal Joseph Ratzinger, futuro Papa Benedicto XVI.
Cabe mencionar que, según los datos escritos que se poseen, el Seminario de Santiago es el primero fundado en Chile y el tercero más antiguo de América, heredero de una tradición sin interrupción desde su origen, ha aportado al país no solo con la formación de muchos obispos y de centenares de sacerdotes sino que también con la de importantes personajes de la historia chilena; políticos, artistas, músicos y educadores.